# Informatikai és Hírközlési Minisztérium
Az Informatikai és Hírközlési Minisztérium (rövidítése: IHM) a Harmadik Magyar Köztársaság egyik minisztériuma volt. Élén Kovács Kálmán informatikai és hírközlési miniszter állt.

## Székhelye
A minisztérium székhelye Budapesten, a Dob utca 75–81.-ben volt.

## Története
2002-ben alakult a Medgyessy-kormány egyik minisztériumaként. A miniszterjelölt, majd a miniszter Kovács Kálmán, az SZDSZ parlamenti képviselője lett.

2003-ban a minisztérium egyik vezetője elmondta, hogy a minisztériumnak nem az a feladata, hogy az információs társadalmat építse, hanem az, hogy a verseny feltételeit kialakítsa; ahol pedig a verseny torzul, ott beavatkozzon. A minisztérium csökkenteni szeretné a digitális megosztottságot, ezért feladatul tűzte ki a fogyatékosok illetve idősek támogatását, valamint a Nemzeti Digitális Adattárral a magyar kultúra határon túli terjesztése.
A minisztérium megszüntetésének gondolata már 2004-ben felmerült.
Végül az IHM megszüntetéséről szóló törvényt 2006. május 30-án fogadta el az Országgyűlés, amelynek értelmében „a közigazgatási informatikai feladatok ellátása a Miniszterelnöki Hivatalhoz, az Informatikai és Hírközlési Minisztérium minden más feladatának ellátása pedig a Gazdasági és Közlekedési Minisztériumhoz került”. A törvény június 9-én lépett hatályba.

## Feladat- és hatásköre
Az IHM feladat- és hatáskörét a Kormány a tudásalapú információs társadalom fejlődése érdekében a Magyar Köztársaság minisztériumainak felsorolásáról szóló 2002. évi XI. törvény, továbbá a hírközlésről szóló 2001. évi XL. törvény alapján a 141/2002. (VI. 28.) Korm. rendelettel állapította meg.

## Hivatalos lapja
- Informatikai és Hírközlési Közlöny